# フレドリック・スタインカンプ
フレドリック・スタインカンプ（Fredric Steinkamp、1928年8月22日 - 2002年2月20日）は、アメリカ合衆国の編集技師である。

## 人物
シドニー・ポラックとのコラボレーションで知られ、『ひとりぼっちの青春』（1969年）から『サブリナ』（1995年）までの作品にクレジットされている。

## 来歴
MGMスタジオの音響部門でキャリアが始まり、後にアドリアン・フェイザン、ラルフ・E・ウィンタース、ジョン・ダニング、ハロルド・F・クレスらの編集アシスタントとなる。クレスの推薦により『The Adventures of Huckleberry Finn』（1960年、マイケル・カーティス監督）の編集技師に抜擢され、初めてクレジットされた。1980年からは息子のウィリアム・スタインカンプと共に編集の仕事を務める。1999年からはウィリアムのみがシドニー・ポラック作品の主要編集となり、ポラックが2005年に亡くなるまで続いた。
ジョン・フランケンハイマー監督の『グラン・プリ』（1966年）により、アカデミー編集賞を受賞した。他に、ポラック監督の『ひとりぼっちの青春』（1969年）、『コンドル』（1975年）、『トッツィー』（1982年）、『愛と哀しみの果て』（1985年）でも同賞にノミネートされた。
2001年にアメリカ映画編集者協会の生涯功労賞を受賞した。